# Geron albus
Geron albus är en tvåvingeart som beskrevs av Cole 1923. Geron albus ingår i släktet Geron och familjen svävflugor. Inga underarter finns listade i Catalogue of Life.